# آلما پریتسا
آلما پریتسا (کرواتی: Alma Prica؛ زادهٔ ۱۷ سپتامبر ۱۹۶۲) بازیگر اهل کرواسی است. وی از سال ۱۹۸۳ میلادی تاکنون مشغول فعالیت بوده‌است.